# 景宗 (遼)
景宗（けいそう）は、遼の第5代皇帝。諱は明扆。

## 生涯
第3代皇帝世宗の次男。応暦19年（969年）、第4代皇帝であった穆宗が暗殺されると、その後継者として重臣たちに擁されて即位した。北宋に対抗するために、北漢と同盟を結んだ。乾亨4年（982年）、雲州（現在の山西省大同市）で崩御した。享年34。

## 宗室

### 后妃
- 睿智蕭皇后蕭綽（承天皇太后）
- 渤海妃

### 子
- 耶律文殊奴（隆緒、聖宗）
- 耶律普賢奴（隆慶、秦晋王、皇太弟）
- 耶律普徳奴（隆裕、斉王）
- 耶律薬師奴（早逝）

### 女
- 耶律観音女（秦晋国大長公主、蕭継先の妻）
- 耶律長寿女（衛国公主、蕭排押の妻）
- 耶律延寿女（越国公主、蕭恒徳の妻）
- 耶律淑哥（盧俊の妻）